# Атрей

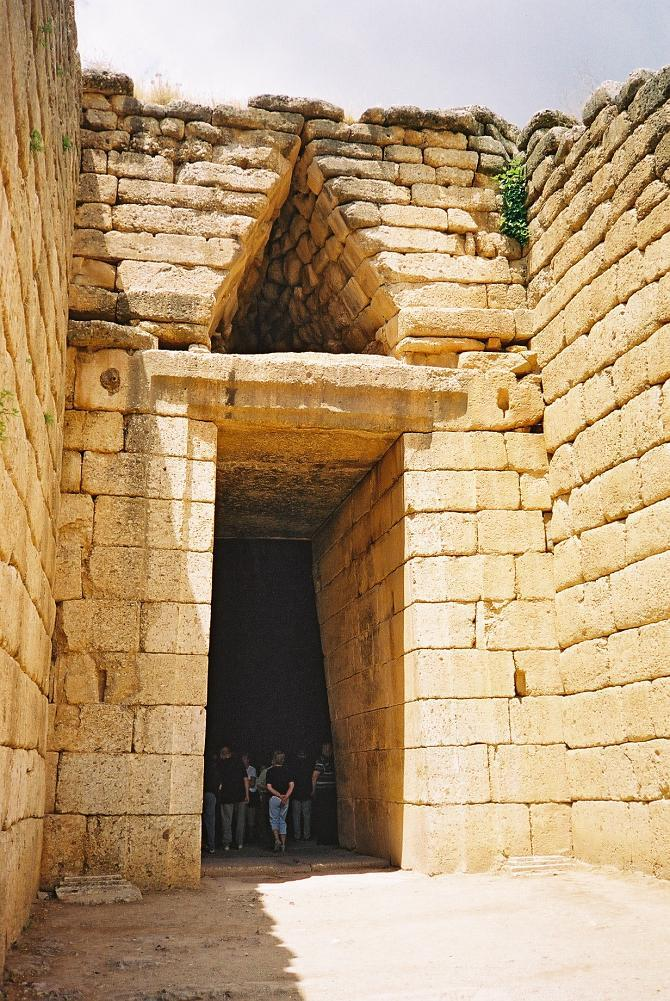
Скарбниця Атрея в Мікенах

Атрей (грец. Ἀτρεύς) — мікенський владар, син Пелопа й Гіпподамії, батько Агамемнона та Менелая, брат Тієста. За Гомером, Атрей владарював без усяких пригод і помер своєю смертю. Згідно з іншими переказами, між ним і Тієстом точилася боротьба за царський трон.
За намовою Гіпподамії Атрей і Тієст убили Хрісіппа, Пелопового сина від однієї з Данаїд. Після вбивства, обидва втекли до мікенського царя Еврістея, а коли той загинув у боротьбі з Гераклідами, Атрей став царем Мікен. Тієст покохав дружину Атрея Аеропу і спокусив її.
Це спричинило цілу низку жорстокостей, що пізніше стало сюжетом численних трагедійних творів. Тієст, що разом з Атреєм владарював над південною частиною Мікен, був прогнаний, і щоб помститися, намовив сина Атрея Плейстена вбити батька. Але Атрей, не впізнавши сина, вбив його, і за те жорстоко покарав Тієста. Нібито для примирення запросив брата разом з Аеропою й дітьми до себе в гості. Дітей перебив і порізані на шматки тіла їх подав гостям до столу, а Аеропу кинув у море. За такий злочин рід Атрея був приречений богами на великі злигодні. За велінням оракула, Атрей вирушив на розшуки Тієста, якому пощастило втекти з фатальної гостини, і прибув до царя Теспрота.
Тут одружився в Тієстовою дочкою Пелопією, яка завагітніла від батька, не знаючи, хто він такий. Вона народила Егіста, який згодом убив Атрея, хоч останній наказав йому вбити свого батька Тієста. Пелопія закололася мечем. Ідея міфа — розплата дітей за гріхи батьків і помста за вбивство родича по материнській лінії, що пов'язується з епохою матріархату.